# فهرست پرتاب‌های استارلینک
استارلینک یک صورت فلکی اینترنتی ماهواره‌ای است که توسط اسپیس اکس اداره می‌شود و دسترسی به اینترنت ماهواره‌ای را به اکثر نقاط زمین فراهم می‌کند.

## پرتاب‌ها
استقرار ۱۴۴۰ ماهواره اول در ۷۲ صفحه مداری، هر یک شامل ۲۰ ماهواره انجام خواهد شد با حداقل زاویه ارتفاع کمتر پرتوها برای بهبود دریافت: ۲۵ درجه به جای ۴۰ درجه دو پوسته مداری دیگر خواهد بود. استقرار ۱۴۴۰ ماهواره اول در ۷۲ صفحه مداری، هر یک شامل ۲۰ ماهواره انجام خواهد شد. اسپیس‌اکس نخستین منظومه ۶۰ ماهواره‌ای را در ماه مه ۲۰۱۹ به مدار ۴۵۰ کیلومتری پرتاب کرد و در آن زمان انتظار می‌رفت که حداکثر شش پرتاب با ۷۲۰ ماهواره (۶۰ * ۱۲) در سال ۲۰۱۹ برای پوشش مداوم در سال ۲۰۲۰ داشته باشد.
در اوت ۲۰۱۹، اسپیس‌اکس انتظار داشت چهار پرتاب دیگر در سال ۲۰۱۹ و حداقل ۹ پرتاب در سال ۲۰۲۰ انجام شود، اما از ژانویه ۲۰۲۰ انتظارات به ۲۴ پرتاب در سال ۲۰۲۰ افزایش‌یافته بود.
در مارس ۲۰۲۰، اسپیس‌اکس تولید شش ماهواره در روز را گزارش داد.
همچنین قرار است ماهواره‌های استارلینک روی استارشیپ، موشکی که در حال توسعه اسپیس‌ایکس است، با ظرفیت بار بسیار بزرگ‌تری پرتاب شوند.
در فوریه ۲۰۲۱، ماسک اظهار داشت که ماهواره‌ها در ۲۵ صفحه مداری که بین ۵۳ درجه شمالی و جنوبی خط استوا جمع شده‌اند، حرکت می‌کنند.
توضیح
شماره: تعداد ترتیبی غیررسمی ماموریت‌های استارلینک. پرتاب ماهواره‌های استارلینک که به عنوان محموله ثانویه در ماموریت‌های دیگر پرواز کرده‌اند در اینجا حذف شده‌اند
مأموریت: علامت پرتاب اسپیس‌اکس همان‌طور که در برنامه‌های مجوز پرتاب ذکر می‌شود
نسخه: نسخه ماهواره‌ها. نسخه ۰٫۹ نمونه اولیه بودند. نسخه ۱/۰ و ۱/۵ ماهواره‌های نسل اولی هستند که هنوز از لینک‌های لیزری استفاده نمی‌کنند. نسخه ۲/۰ مینی نسخه کوچکتری از نسل دوم استارلینک است که در ابتدا قرار بود با استارشیپ پرتاب شود و برای فالکون ۹ بسیار بزرگ بود. به دلیل تأخیر در توسعه استارشیپ، اکنون فقط از استارشیپ برای نسل سوم ماهواره‌ها استفاده خواهد شد. جرم هر کدام از ماهواره‌ها در نسخه‌های مختلف به‌صورت زیر است:
نسخه ۰/۹: ۲۲۷ کیلوگرم
نسخه ۱/۰: ۲۶۰ کیلوگرم
نسخه ۱/۵: ~۲۹۵ کیلوگرم-۳۰۶ کیلوگرم
نسخه ۲/۰: ~۱۲۵۰ کیلوگرم
ارتفاع و زاویه انحراف مداری: نشان‌دهنده تقریبی ارتفاع و شیب مداری
تاریخ و زمان: تاریخ و زمان شروع پرتاب در ساعت هماهنگ جهانی
موشک: نوع موشکی که برای پرتاب استفاده می‌شود
تعداد مستقر شده: تعداد ماهواره‌های پرتاب‌شده با پرواز مربوطه
w/DtC: دارای قابلیت اتصال به سلول (موبایل) (With Direct to cell capability) 
تعداد فعال: تعداد ماهواره‌هایی که هنوز فعال هستند و از کار نیفتاده‌اند
نتیجه: نشان‌دهنده موفقیت یا عدم موفقیت اسپیس‌اکس در پرتاب مربوطه. تا به حال تمام پرتاب‌های استارلینک با موفقیت انجام شده‌اند
نکات: اطلاعات بیشتر در مورد مأموریت
| شماره | مأموریت     | نسخه | تاریخ و زمان             | سایت پرتاب          | ارتفاع مداری    | زاویه انحراف مداری | تعداد مستقرشده | w/DtC | تعداد فعال | نتیجه  |
| ----- | ----------- | --- | ------------------------ | ------------------- | --------------- | ------------------ | -------------- | ----- | ---------- | ------ |
| –     | Tintin      | ۰/۱ | ۲۲ فوریه ۲۰۱۸، ۱۴:۱۷     | پ.ن. ه وندنبرگ      | ۵۱۴ کیلومتر     | ۹۷٫۵°              | ۲              |       | ۰          | موفق   |
| –     | Tintin      | دو ماهواره آزمایشی معروف به تین‌تین آ و ب (MicroSat-2a and 2b) که به‌عنوان محموله‌های مشترک در ماهواره Paz مستقر شده‌اند. از ۳۱ اوت ۲۰۲۰، هیچ‌یک از تین‌تین‌ها دیگر در مدار نیستند. |                          |                     |                 |                    |                |       |            |        |
| ۱     | v0.9        | ۰/۹ | ۲۴ می ۲۰۱۹، ۰۲:۳۰        | پ.ن. ه کیپ کاناورال | ۵۵۰–۴۴۰ کیلومتر | ۵۳°                | ۶۰             |       | ۰          | موفق   |
| ۱     | v0.9        | نخستین پرتاب ۶۰ ماهواره آزمایشی استارلینک. معروف به «طراحی تولید» است، برای آزمایش جنبه‌های مختلف شبکه، ازجمله فناوری خارج کردن از مدار استفاده می‌شود. این ماهواره‌ها هنوز قابلیت اتصال ماهواره‌ای برنامه‌ریزی‌شده را ندارند و فقط با آنتن‌های روی زمین ارتباط برقرار می‌کنند. یک روز پس از پرتاب، یک ستاره‌شناس آماتور در هلند جزء نخستین کسانی بود که ویدیویی را منتشر کرد که ماهواره‌ها را به‌عنوان «قطار» از نورهای روشن در حال پرواز در آسمان نشان می‌داد. باگذشت پنج هفته از پرتاب، ۵۷ مورد از ۶۰ ماهواره «سالم» بودند درحالی‌که ۳ ماهواره غیرعملیاتی شده و تبدیل به زباله فضایی شده بودند، اما به دلیل فرسایش مداری سرانجام از مدار خارج خواهند شد. در تاریخ ۳۱ اوت ۲۰۱۹، ۴۹ ماهواره در مدار ۵۵۰ کیلومتری هدف قرار داشتند درحالی‌که بقیه ماهواره‌ها هنوز مدارهای خود را بالا می‌بردند. |                          |                     |                 |                    |                |       |            |        |
| ۲     | L1          | ۱/۰ | ۱۱ نوامبر ۲۰۱۹، ۱۴:۵۶    | پ.ن. ه کیپ کاناورال | ۵۵۰ کیلومتر     | ۵۳°                | ۶۰             |       | ۴۳         | موفق   |
| ۲     | L1          | نخستین پرتاب ماهواره‌های «عملیاتی» استارلینک (v1.0)، با جرم افزایش‌یافته ۲۶۰ کیلوگرم و شامل آنتن‌های باند Ka. ماهواره‌ها در مدار دایره‌ای در ارتفاع ۲۹۰ کیلومتری تزریق شدند که ازآنجا ارتفاع خود را بالا می‌برند. |                          |                     |                 |                    |                |       |            |        |
| ۳     | L2          | ۱/۰ | ۷ ژانویه ۲۰۲۰، ۰۲:۱۹     | پ.ن. ه کیپ کاناورال | ۵۵۰ کیلومتر     | ۵۳°                | ۶۰             |       | ۴۰         | موفق   |
| ۳     | L2          | یکی از ماهواره‌ها، DarkSat لقب گرفته‌است، برای آنکه بازتاب و تأثیر کمتری بر مشاهدات نجومی زمینی داشته باشد، دارای پوششی آزمایشی است. |                          |                     |                 |                    |                |       |            |        |
| ۴     | L3          | ۱/۰ | ۲۹ ژانویه ۲۰۲۰، ۱۴:۰۶    | پ.ن. ه کیپ کاناورال | ۵۵۰ کیلومتر     | ۵۳°                | ۶۰             |       | ۴۸         | موفق   |
| ۵     | L4          | ۱/۰ | ۱۷ فوریه ۲۰۲۰، ۱۵:۰۵     | پ.ن. ه کیپ کاناورال | ۵۵۰ کیلومتر     | ۵۳°                | ۶۰             |       | ۴۶         | موفق   |
| ۵     | L4          | نخستین بار ماهواره‌ها در مدار بیضوی (۳۸۶ × ۲۱۲ کیلومتر) تزریق شدند. |                          |                     |                 |                    |                |       |            |        |
| ۶     | L5          | ۱/۰ | ۱۸ مارس ۲۰۲۰، ۱۲:۱۶:۳۹   | م.ف. کندی           | ۵۵۰ کیلومتر     | ۵۳°                | ۶۰             |       | ۵۴         | موفق   |
| ۷     | L6          | ۱/۰ | ۲۲ آوریل ۲۰۲۰، ۱۹:۳۰:۳۰  | م.ف. کندی           | ۵۵۰ کیلومتر     | ۵۳°                | ۶۰             |       | ۴۹         | موفق   |
| ۸     | L7          | ۱/۰ | ۴ ژوئن ۲۰۲۰، ۰۱:۲۵:۰۰    | پ.ن. ه کیپ کاناورال | ۵۵۰ کیلومتر     | ۵۳°                | ۶۰             |       | ۵۳         | موفق   |
| ۸     | L7          | یکی از ماهواره‌ها با نام VisorSat، آفتاب‌گیر دارد تا تأثیر ماهواره بر مشاهدات نجومی زمینی را کاهش دهد. |                          |                     |                 |                    |                |       |            |        |
| ۹     | L8          | ۱/۰ | ۱۳ ژوئن ۲۰۲۰، ۰۹:۲۱:۱۸   | پ.ن. ه کیپ کاناورال | ۵۵۰ کیلومتر     | ۵۳°                | ۵۸             |       | ۵۰         | موفق   |
| ۹     | L8          | نخستین پرتاب سفر اشتراکی استارلینک با استفاده از ماهواره‌های اسپیس‌اکس، شامل ۵۸ ماهواره استارلینک به همراه سه ماهواره رصد زمین شرکت پلانت لبز، SkySats 16-18. |                          |                     |                 |                    |                |       |            |        |
| ۱۰    | L9          | ۱/۰ | ۷ اوت ۲۰۲۰، ۰۵:۱۲:۰۵     | م.ف. کندی           | ۵۵۰ کیلومتر     | ۵۳°                | ۵۷             |       | ۵۴         | موفق   |
| ۱۰    | L9          | سفر اشتراکی با محموله‌های ماهواره 8,BlackSky Global ۷، پنجمین و ششمین BlackSky Global. تمام ماهواره‌های استارلینک مجهز به آفتاب‌گیر هستند که این آفتاب‌گیرها در پرتاب ۴ ژوئن ۲۰۲۰ بر روی یک ماهواره آزمایش‌شده‌اند. |                          |                     |                 |                    |                |       |            |        |
| ۱۱    | L10         | ۱/۰ | ۱۸ اوت ۲۰۲۰، ۱۴:۳۱:۱۶    | پ.ن. ه کیپ کاناورال | ۵۵۰ کیلومتر     | ۵۳°                | ۵۸             |       | ۵۳         | موفق   |
| ۱۱    | L10         | به همراه ماهواره‌هایی از پلنِت‌لَبز، ماهواره‌های رصد زمین SkySats 19-21. |                          |                     |                 |                    |                |       |            |        |
| ۱۲    | L11         | ۱/۰ | ۳ سپتامبر ۲۰۲۰، ۱۲:۴۶:۱۴ | م.ف. کندی           | ۵۵۰ کیلومتر     | ۵۳°                | ۶۰             |       | ۵۰         | موفق   |
| ۱۳    | L12         | ۱/۰ | ۶ اوت ۲۰۲۰، ۱۱:۲۹:۳۴     | م.ف. کندی           | ۵۵۰ کیلومتر     | ۵۳°                | ۶۰             |       | ۵۰         | موفق   |
| ۱۴    | L13         | ۱/۰ | ۱۸ اوت ۲۰۲۰، ۱۲:۲۵:۵۷    | م.ف. کندی           | ۵۵۰ کیلومتر     | ۵۳°                | ۶۰             |       | ۴۵         | موفق   |
| ۱۵    | L14         | ۱/۰ | ۲۴ اوت ۲۰۲۰، ۱۵:۳۱:۳۴    | پ.ن. ه کیپ کاناورال | ۵۵۰ کیلومتر     | ۵۳°                | ۶۰             |       | ۴۳         | موفق   |
| ۱۶    | L15         | ۱/۰ | ۲۵ نوامبر ۲۰۲۰، ۰۲:۱۳:۱۲ | پ.ن. ه کیپ کاناورال | ۵۵۰ کیلومتر     | ۵۳°                | ۶۰             |       | ۴۰         | موفق   |
| ۱۷    | L16         | ۱/۰ | ۲۰ ژانویه ۲۰۲۱، ۱۳:۰۲:۰۰ | م.ف. کندی           | ۵۵۰ کیلومتر     | ۵۳°                | ۶۰             |       | ۵۷         | موفق   |
| -     | Tr-1        | ۱/۰ | ۲۴ ژانویه ۲۰۲۱، ۱۵:۰۰    | پ.ن. ه کیپ کاناورال | ۵۶۰ کیلومتر     | ۹۷٫۵°              | ۱۰             |       | ۰          | موفق   |
| -     | Tr-1        | سفر اشتراکی با چندین ماهواره کوچک دیگر، بخشی از مأموریت Transporter-1. |                          |                     |                 |                    |                |       |            |        |
| ۱۸    | L18         | ۱/۰ | ۴ فوریه ۲۰۲۱، ۰۶:۱۹      | پ.ن. ه کیپ کاناورال | ۵۵۰ کیلومتر     | ۵۳°                | ۶۰             |       | ۵۶         | موفق   |
| ۱۹    | L19         | ۱/۰ | ۱۶ فوریه ۲۰۲۱، ۰۳:۵۹     | پ.ن. ه کیپ کاناورال | ۵۵۰ کیلومتر     | ۵۳°                | ۶۰             |       | ۵۷         | موفق   |
| ۱۹    | L19         | اسپیس‌اکس تقویت‌کننده (بوستر) فالکون ۹ را طی مرحله فرود در اقیانوس اطلس از دست داد. |                          |                     |                 |                    |                |       |            |        |
| ۲۰    | L17         | ۱/۰ | ۴ مارس ۲۰۲۱، ۰۸:۲۴       | م.ف. کندی           | ۵۵۰ کیلومتر     | ۵۳°                | ۶۰             |       | ۵۴         | موفق   |
| ۲۰    | L17         | مرحله دوم راکت نتوانست به‌طور صحیح عملیات خروج از مدار را انجام دهد، در ۲۶ مارس دوباره وارد آسمان اورگن و واشینگتن در ایالات‌متحده شد. |                          |                     |                 |                    |                |       |            |        |
| ۲۱    | L20         | ۱/۰ | ۱۱ مارس ۲۰۲۱، ۰۸:۱۳:۲۹   | پ.ن. ه کیپ کاناورال | ۵۵۰ کیلومتر     | ۵۳°                | ۶۰             |       | ۵۹         | موفق   |
| ۲۲    | L21         | ۱/۰ | ۱۴ مارس ۲۰۲۱، ۱۰:۰۱      | م.ف. کندی           | ۵۵۰ کیلومتر     | ۵۳°                | ۶۰             |       | ۵۴         | موفق   |
| ۲۳    | L22         | ۱/۰ | ۲۴ مارس ۲۰۲۱، ۰۸:۲۸      | پ.ن. ه کیپ کاناورال | ۵۵۰ کیلومتر     | ۵۳°                | ۶۰             |       | ۴۵         | موفق   |
| ۲۴    | L23         | ۱/۰ | ۷ آوریل ۲۰۲۱، ۱۶:۳۴:۱۸   | پ.ن. ه کیپ کاناورال | ۵۵۰ کیلومتر     | ۵۳°                | ۶۰             |       | ۶۰         | موفق   |
| ۲۵    | L24         | ۱/۰ | ۲۹ آوریل ۲۰۲۱، ۰۳:۴۴     | پ.ن. ه کیپ کاناورال | ۵۵۰ کیلومتر     | ۵۳°                | ۶۰             |       | ۶۰         | موفق   |
| ۲۶    | L25         | ۱/۰ | ۴ می ۲۰۲۱، ۱۹:۰۱         | م.ف. کندی           | ۵۵۰ کیلومتر     | ۵۳°                | ۶۰             |       | ۶۰         | موفق   |
| ۲۷    | L26         | ۱/۰ | ۹ می ۲۰۲۱، ۰۶:۴۲         | پ.ن. ه کیپ کاناورال | ۵۵۰ کیلومتر     | ۵۳°                | ۶۰             |       | ۵۸         | موفق   |
| ۲۸    | L27         | ۱/۰ | ۱۵ می ۲۰۲۱، ۲۲:۵۶        | م.ف. کندی           | ۵۸۲–۵۶۹ کیلومتر | ۵۳°                | ۵۲             |       | ۴۹         | موفق   |
| ۲۸    | L27         | سفر اشتراکی با یک ماهواره تصویربرداری متعلق به شرکت کاپلا اسپیس (Capella Space) و یک ماهواره دیدبانی زمین متعلق به Tyvak Nano-Satellite Systems |                          |                     |                 |                    |                |       |            |        |
| ۲۹    | L28         | ۱/۰ | ۲۶ می ۲۰۲۱، ۱۸:۵۹        | پ.ن. ه کیپ کاناورال | ۵۷۰ کیلومتر     | ۵۳°                | ۶۰             |       | ۶۰         | موفق   |
| -     | Tr-2        | ۱/۰ | ۳۰ ژوئن ۲۰۲۱، ۱۹:۳۱      | پ.ن. ه کیپ کاناورال | ۵۶۰ کیلومتر     | ۹۷٫۵°              | ۳              |       | ۳          | موفق   |
| -     | Tr-2        | بخشی از مأموریت Transporter-2. دومین پرتاب ماهواره‌های استارلینک به مدار قطبی. |                          |                     |                 |                    |                |       |            |        |
| ۳۰    | Group 2-1   | ۱/۵ | ۱۴ سپتامبر ۲۰۲۱، ۰۳:۵۵   | پ.ن. ه وندنبرگ      | ۵۷۰ کیلومتر     | ۷۰°                | ۵۱             |       | ۵۱         | موفق   |
| ۳۰    | Group 2-1   | اولین پرتاب ماهواره‌های عملیاتی استارلینک از پایگاه نیروی فضایی وندنبرگ و اولین پرتاب به مداری با زاویه انحراف بالا و غیر خورشیدآهنگ. ماسک اظهار داشت که ماهواره‌ها نسخه ۱/۵ هستند و دارای «پیوندهای بین ماهواره‌ای لیزری هستند که برای عرض‌های جغرافیایی بالا و پوشش اقیانوس‌ها مورد نیاز است». |                          |                     |                 |                    |                |       |            |        |
| ۳۱    | Group 4-1   | ۱/۵ | ۱۳ نوامبر ۲۰۲۱، ۱۱:۱۹    | پ.ن. ه کیپ کاناورال | ۵۴۰ کیلومتر     | ۵۳٫۲°              | ۵۳             |       | ۵۲         | موفق   |
| ۳۲    | Group 4-3   | ۱/۵ | ۲ دسامبر ۲۰۲۱، ۲۳:۱۲     | پ.ن. ه کیپ کاناورال | ۵۴۰ کیلومتر     | ۵۳٫۲°              | ۴۸             |       | ۴۸         | موفق   |
| ۳۳    | Group 4-4   | ۱/۵ | ۱۸ دسامبر ۲۰۲۱، ۱۲:۴۱    | پ.ن. ه وندنبرگ      | ۵۴۰ کیلومتر     | ۵۳٫۲°              | ۵۲             |       | ۴۹         | موفق   |
| ۳۴    | Group 4-5   | ۱/۵ | ۶ ژانویه ۲۰۲۲، ۲۱:۴۹     | م.ف. کندی           | ۵۴۰ کیلومتر     | ۵۳٫۲°              | ۴۹             |       | ۴۹         | موفق   |
| ۳۵    | Group 4-6   | ۱/۵ | ۱۹ ژانویه ۲۰۲۲، ۰۲:۰۲    | م.ف. کندی           | ۵۴۰ کیلومتر     | ۵۳٫۲°              | ۴۹             |       | ۴۹         | موفق   |
| ۳۶    | Group 4-7   | ۱/۵ | ۳ فوریه ۲۰۲۲، ۱۸:۱۳      | م.ف. کندی           | ۵۴۰ کیلومتر     | ۵۳٫۲°              | ۴۹             |       | ۱۰         | موفق   |
| ۳۶    | Group 4-7   | در ۴ فوریه ۲۰۲۲، ماهواره‌های مستقر شده به‌وسیله این مأموریت به‌طور قابل ملاحظه‌ای تحت تأثیر یک طوفان ژئومغناطیسی درجه G2 قرار گرفتند. ماهواره‌ها به حالت ایمن فرمان داده شدند، اما افزایش کشش اتمسفر مانع از خروج ماهواره‌ها از حالت ایمن برای شروع مانور افزایش ارتفاع به مدار عملیاتی شد. در ۸ فوریه ۲۰۲۲، اسپیس‌اکس تأیید کرد که حداکثر ۴۰ ماهواره از ۴۹ ماهواره مستقر مجدداً وارد جو زمین می‌شوند یا وارد جو زمین شده‌اند. تا ۱۲ فوریه، ۳۸ ماهواره دوباره وارد جو شدند در حالی که ۱۱ ماهواره باقی‌مانده به افزایش ارتفاع مدار خود ادامه دادند. |                          |                     |                 |                    |                |       |            |        |
| ۳۷    | Group 4-8   | ۱/۵ | ۲۱ فوریه ۲۰۲۲، ۱۴:۴۴     | پ.ن. ه کیپ کاناورال | ۵۴۰ کیلومتر     | ۵۳٫۲°              | ۴۶             |       | ۴۶         | موفق   |
| ۳۸    | Group 4-11  | ۱/۵ | ۲۵ فوریه ۲۰۲۲، ۱۷:۱۲     | پ.ن. ه وندنبرگ      | ۵۴۰ کیلومتر     | ۵۳٫۲°              | ۵۰             |       | ۴۸         | موفق   |
| ۳۹    | Group 4-9   | ۱/۵ | ۳ مارس ۲۰۲۲، ۱۴:۲۵       | م.ف. کندی           | ۵۴۰ کیلومتر     | ۵۳٫۲°              | ۴۷             |       | ۴۷         | موفق   |
| ۴۰    | Group 4-10  | ۱/۵ | ۹ مارس ۲۰۲۲، ۱۳:۴۵       | پ.ن. ه کیپ کاناورال | ۵۴۰ کیلومتر     | ۵۳٫۲°              | ۴۸             |       | ۴۷         | موفق   |
| ۴۱    | Group 4-12  | ۱/۵ | ۱۹ مارس ۲۰۲۲، ۰۳:۲۴      | پ.ن. ه کیپ کاناورال | ۵۴۰ کیلومتر     | ۵۳٫۲°              | ۵۳             |       | ۴۷         | موفق   |
| ۴۲    | Group 4-14  | ۱/۵ | ۲۱ آوریل ۲۰۲۲، ۱۵:۱۶     | پ.ن. ه کیپ کاناورال | ۵۴۰ کیلومتر     | ۵۳٫۲°              | ۵۳             |       | ۵۳         | موفق   |
| ۴۳    | Group 4-16  | ۱/۵ | ۲۹ آوریل ۲۰۲۲، ۲۱:۳۳     | م. ف کندی           | ۵۴۰ کیلومتر     | ۵۳٫۲°              | ۵۳             |       | ۵۲         | موفق   |
| ۴۴    | Group 4-17  | ۱/۵ | ۶ مه ۲۰۲۲، ۰۹:۵۱         | پ.ن. ه کیپ کاناورال | ۵۴۰ کیلومتر     | ۵۳٫۲°              | ۵۳             |       | ۵۳         | موفق   |
| ۴۵    | Group 4-13  | ۱/۵ | ۱۳ مه ۲۰۲۲، ۰۰:۰۷        | پ.ن. ه وندنبرگ      | ۵۴۰ کیلومتر     | ۵۳٫۲°              | ۵۳             |       | ۵۳         | موفق   |
| ۴۶    | Group 4-15  | ۱/۵ | ۱۴ مه ۲۰۲۲، ۲۲:۳۸        | پ.ن. ه کیپ کاناورال | ۵۴۰ کیلومتر     | ۵۳٫۲°              | ۵۳             |       | ۵۳         | موفق   |
| ۴۶    | Group 4-15  | اولین پرتاب استارلینک با تقویت‌کننده مرحله اول جدید (تمامی پروازهای قبلی با تقویت‌کننده‌های دوباره استفاده شده (بازیافت‌شده) بودند). |                          |                     |                 |                    |                |       |            |        |
| ۴۷    | Group 4-18  | ۱/۵ | ۱۸ مه ۲۰۲۲، ۱۲:۲۰        | م. ف کندی           | ۵۴۰ کیلومتر     | ۵۳٫۲°              | ۵۳             |       | ۵۳         | موفق   |
| ۴۸    | Group 4-19  | ۱/۵ | ۱۷ ژوئن ۲۰۲۲، ۱۶:۰۹      | م. ف کندی           | ۵۴۰ کیلومتر     | ۵۳٫۲°              | ۵۳             |       | ۵۳         | موفق   |
| ۴۹    | Group 4-21  | ۱/۵ | ۷ ژوئیه ۲۰۲۲، ۱۳:۱۱      | پ.ن. ه کیپ کاناورال | ۵۴۰ کیلومتر     | ۵۳٫۲°              | ۵۳             |       | ۵۲         | موفق   |
| ۵۰    | Group 3-1   | ۱/۵ | ۱۱ ژوئیه ۲۰۲۲، ۰۱:۳۹     | پ.ن. ه کیپ کاناورال | ۵۶۰ کیلومتر     | ۹۷٫۶°              | ۴۶             |       | ۴۶         | موفق   |
| ۵۱    | Group 4-22  | ۱/۵ | ۱۷ ژوئیه ۲۰۲۲، ۱۴:۲۰     | پ.ن. ه کیپ کاناورال | ۵۴۰ کیلومتر     | ۵۳٫۲°              | ۵۳             |       | ۵۳         | موفق   |
| ۵۲    | Group 3-2   | ۱/۵ | ۲۲ ژوئیه ۲۰۲۲، ۱۰:۳۹     | پ.ن. ه وندنبرگ      | ۵۶۰ کیلومتر     | ۹۷٫۶°              | ۴۶             |       | ۴۶         | موفق   |
| ۵۳    | Group 4-25  | ۱/۵ | ۲۴ ژوئیه ۲۰۲۲، ۰۹:۳۸     | م. ف کندی           | ۵۴۰ کیلومتر     | ۵۳٫۲°              | ۵۳             |       | ۵۱         | موفق   |
| ۵۴    | Group 4-26  | ۱/۵ | ۱۰ اوت ۲۰۲۲، ۰۲:۱۴       | م. ف کندی           | ۵۴۰ کیلومتر     | ۵۳٫۲°              | ۵۲             |       | ۵۱         | موفق   |
| ۵۵    | Group 3-3   | ۱/۵ | ۱۲ اوت ۲۰۲۲، ۲۱:۴۰       | پ.ن. ه وندنبرگ      | ۵۶۰ کیلومتر     | ۹۷٫۶°              | ۴۶             |       | ۴۶         | موفق   |
| ۵۶    | Group 4-27  | ۱/۵ | ۱۹ اوت ۲۰۲۲، ۱۹:۲۱       | پ.ن. ه کیپ کاناورال | ۵۴۰ کیلومتر     | ۵۳٫۲°              | ۵۳             |       | ۵۳         | موفق   |
| ۵۷    | Group 4-23  | ۱/۵ | ۲۸ اوت ۲۰۲۲، ۰۳:۴۱       | پ.ن. ه کیپ کاناورال | ۵۴۰ کیلومتر     | ۵۳٫۲°              | ۵۴             |       | ۵۱         | موفق   |
| ۵۸    | Group 3-4   | ۱/۵ | ۳۱ اوت ۲۰۲۲، ۰۲:۴۰       | پ.ن. ه وندنبرگ      | ۵۴۰ کیلومتر     | ۹۷٫۶°              | ۴۶             |       | ۴۶         | موفق   |
| ۵۹    | Group 4-20  | ۱/۵ | ۵ سپتامبر ۲۰۲۲، ۰۲:۰۹    | پ.ن. ه کیپ کاناورال | ۵۴۰ کیلومتر     | ۵۳٫۲°              | ۵۱             |       | ۴۶         | موفق   |
| ۶۰    | Group 4-2   | ۱/۵ | ۱۱ سپتامبر ۲۰۲۲، ۰۱:۲۰   | م. ف کندی           | ۵۴۰ کیلومتر     | ۵۳٫۲°              | ۳۴             |       | ۳۱         | موفق   |
| ۶۱    | Group 4-34  | ۱/۵ | ۱۹ سپتامبر ۲۰۲۲، ۰۰:۱۸   | پ.ن. ه کیپ کاناورال | ۵۴۰ کیلومتر     | ۵۳٫۲°              | ۵۴             |       | ۵۳         | موفق   |
| ۶۲    | Group 4-35  | ۱/۵ | ۲۴ سپتامبر ۲۰۲۲، ۲۳:۳۲   | پ.ن. ه کیپ کاناورال | ۵۴۰ کیلومتر     | ۵۳٫۲°              | ۵۲             |       | ۵۱         | موفق   |
| ۶۳    | Group 4-29  | ۱/۵ | ۵ اوت ۲۰۲۲، ۲۳:۱۰        | پ.ن. ه وندنبرگ      | ۵۴۰ کیلومتر     | ۵۳٫۲°              | ۵۲             |       | ۵۲         | موفق   |
| ۶۳    | Group 4-29  | ثبت رکورد جدیدی برای کوتاه‌ترین زمان بین دو پرتاب فالکون ۹ در ۷ ساعت و ۱۰ دقیقه. |                          |                     |                 |                    |                |       |            |        |
| ۶۴    | Group 4-36  | ۱/۵ | ۲۰ اوت ۲۰۲۲، ۱۴:۵۰       | پ.ن. ه کیپ کاناورال | ۵۴۰ کیلومتر     | ۵۳٫۲°              | ۵۴             |       | ۵۳         | موفق   |
| ۶۵    | Group 4-31  | ۱/۵ | ۲۸ اوت ۲۰۲۲، ۰۱:۱۴       | پ.ن. ه وندنبرگ      | ۵۴۰ کیلومتر     | ۵۳٫۲°              | ۵۳             |       | ۵۲         | موفق   |
| ۶۶    | Group 4-37  | ۱/۵ | ۱۷ دسامبر ۲۰۲۲، ۲۱:۳۲    | پ.ن. ه وندنبرگ      | ۵۴۰ کیلومتر     | ۵۳٫۲°              | ۵۳             |       | ۵۳         | موفق   |
| ۶۷    | Group 5-1   | ۱/۵ | ۲۸ دسامبر ۲۰۲۲، ۹:۳۴     | پ.ن. ه وندنبرگ      | ۵۴۰ کیلومتر     | ۴۳٫۰°              | ۵۴             |       | ۵۴         | موفق   |
| ۶۸    | Group 2-4   | ۱/۵ | ۱۹ ژانویه ۲۰۲۳، ۱۵:۴۳    | پ.ن. ه وندنبرگ      | ۵۷۰ کیلومتر     | ۷۰٫۰°              | ۵۱             |       | ۵۰         | موفق   |
| ۶۹    | Group 5-2   | ۱/۵ | ۲۶ ژانویه ۲۰۲۳، ۰۹:۳۲    | پ.ن. ه کیپ کاناورال | ۵۳۰ کیلومتر     | ۴۳٫۰°              | ۵۶             |       | ۵۶         | موفق   |
| ۷۰    | Group 2-6   | ۱/۵ | ۳۱ ژانویه ۲۰۲۳، ۱۶:۱۵    | پ.ن. ه وندنبرگ      | ۵۷۰ کیلومتر     | ۷۰٫۰°              | ۴۹             |       | ۴۸         | موفق   |
| ۷۱    | Group 5-3   | ۱/۵ | ۲ فوریه۲۰۲۳، ۷:۵۸        | م. ف کندی           | ۵۳۰ کیلومتر     | ۴۳٫۰°              | ۵۳             |       | ۵۱         | موفق   |
| ۷۲    | Group 5-4   | ۱/۵ | ۱۲ فوریه۲۰۲۳، ۰۵:۱۰      | پ.ن. ه کیپ کاناورال | ۵۳۰ کیلومتر     | ۴۳٫۰°              | ۵۵             |       | ۵۴         | موفق   |
| ۷۳    | Group 2-5   | ۱/۵ | ۱۷ فوریه۲۰۲۳، ۱۹:۱۲      | پ.ن. ه وندنبرگ      | ۵۷۰ کیلومتر     | ۷۰٫۰°              | ۵۱             |       | ۵۰         | موفق   |
| ۷۴    | Group 6-1   | 2.0 Mini | ۲۷ فوریه۲۰۲۳، ۲۳:۱۳      | پ.ن. ه کیپ کاناورال | ۵۲۵ کیلومتر     | ۴۳٫۰°              | ۲۱             |       | ۱۲         | موفق   |
| ۷۴    | Group 6-1   | اولین پرتاب ماهواره‌های بزرگتر و ارتقا یافته استارلینک V2 Mini با پهنای باند چهار برابر مدل‌های قبلی. اولین استفاده از رانش‌گر اثر هال با سوخت آرگون در فضا، با رانش و تکانه ویژه بیشتر و هزینه پیشرانه بسیار کمتر از رانشگرهای قبلی با سوخت کریپتون. با نامعلوم بودن زمان پرتاب ماهواره‌های نسل دوم با استارشیپ، اسپیس‌اکس طرح اولیه V2 را به یک طرح کوچکتر و فشرده تر به نام "V2 Mini" تغییر داد. این تغییر، به فالکون ۹ اجازه داد تا این ماهواره‌ها را، هرچند نه با تعداد بالا، به مدار منتقل کند. اولین پرتاب نسل دوم ماهواره‌ها در روز دوشنبه ۲۷ فوریه ۲۰۲۳ از پایگاه نیروی فضایی کیپ کاناورال در فلوریدا انجام شد. فالکون ۹ با موفقیت ۲۱ عدد از این ماهواره‌ها را اواخر همان شب به مدار برد. اسپیس‌اکس برای کاهش زباله‌ها، میله‌های کششی که ماهواره‌های V2 Mini را در کنار هم نگه می‌دارند را در فضا رها نکرد. این میله‌های کششی هنگام پرتاب نسخه قبلی ماهواره‌های استارلینک در مدار رها می‌شدند. مشاهدات تأیید می‌کند که ماهواره‌های V2 Mini میزبان دو پنل خورشیدی همانند ماهواره‌های نسخه اصلی V2 هستند. |                          |                     |                 |                    |                |       |            |        |
| ۷۵    | Group 2-7   | ۱/۵ | ۳ مارس ۲۰۲۳، ۱۸:۳۸       | پ.ن. ه وندنبرگ      | ۵۷۰ کیلومتر     | ۷۰٫۰°              | ۵۱             |       | ۵۱         | موفق   |
| ۷۶    | Group 2-8   | ۱/۵ | ۱۷ مارس ۲۰۲۳، ۱۹:۲۶      | پ.ن. ه وندنبرگ      | ۵۷۰ کیلومتر     | ۷۰٫۰°              | ۵۲             |       | ۵۲         | موفق   |
| ۷۷    | Group 5-5   | ۱/۵ | ۲۴ مارس ۲۰۲۳، ۱۵:۴۳      | پ.ن. ه کیپ کاناورال | ۵۳۰ کیلومتر     | ۴۳٫۰°              | ۵۶             |       | ۵۶         | موفق   |
| ۷۸    | Group 5-10  | ۱/۵ | ۲۹ مارس ۲۰۲۳، ۲۰:۰۱      | پ.ن. ه کیپ کاناورال | ۵۳۰ کیلومتر     | ۴۳٫۰°              | ۵۶             |       | ۵۶         | موفق   |
| ۷۹    | Group 6-2   | 2.0 Mini | ۱۹ آوریل ۲۰۲۳، ۱۴:۳۱     | پ.ن. ه کیپ کاناورال | ۵۲۵ کیلومتر     | ۴۳٫۰°              | ۲۱             |       | ۲۰         | موفق   |
| ۸۰    | Group 3-5   | ۱/۵ | ۲۷ آوریل ۲۰۲۳، ۱۳:۴۰     | پ.ن. ه وندنبرگ      | ۵۶۰ کیلومتر     | ۹۷٫۶°              | ۴۶             |       | ۴۶         | موفق   |
| ۸۱    | Group 5-6   | ۱/۵ | ۴ می ۲۰۲۳، ۰۷:۳۱         | پ.ن. ه کیپ کاناورال | ۵۳۰ کیلومتر     | ۵۳٫۲°              | ۵۶             |       | ۵۶         | موفق   |
| ۸۲    | Group 2-9   | ۱/۵ | ۱۰ می ۲۰۲۳، ۲۰:۰۹        | پ.ن. ه وندنبرگ      | ۵۷۰ کیلومتر     | ۷۰٫۰°              | ۵۱             |       | ۵۱         | موفق   |
| ۸۳    | Group 5-9   | ۱/۵ | ۱۴ می ۲۰۲۳، ۰۵:۰۳        | پ.ن. ه کیپ کاناورال | ۵۳۰ کیلومتر     | ۵۳٫۲°              | ۵۶             |       | ۵۵         | موفق   |
| ۸۴    | Group 6-3   | v2.0 Mini | ۱۹ می ۲۰۲۳، ۰۶:۱۹        | پ.ن. ه کیپ کاناورال | ۵۲۵ کیلومتر     | ۵۳٫۲°              | ۵۱             |       | ۵۱         | موفق   |
| ۸۵    | Group 2-10  | ۱/۵ | ۳۱ می ۲۰۲۳، ۰۶:۰۲        | پ.ن. ه وندنبرگ      | ۵۷۰ کیلومتر     | ۷۰٫۰°              | ۵۶             |       | ۵۶         | موفق   |
| ۸۶    | Group 6-4   | v2.0 Mini | ۴ ژوئن ۲۰۲۳، ۱۲:۲۰       | پ.ن. ه کیپ کاناورال | ۵۲۵ کیلومتر     | ۴۳٫۰°              | ۲۲             |       | ۱۹         | موفق   |
| ۸۷    | Group 5-11  | ۱/۵ | ۱۲ ژوئن ۲۰۲۳، ۰۷:۱۰      | پ.ن. ه کیپ کاناورال | ۵۳۰ کیلومتر     | ۴۳٫۰°              | ۵۳             |       | ۵۳         | موفق   |
| ۸۸    | Group 5-7   | ۱/۵ | ۲۲ ژوئن ۲۰۲۳، ۰۷:۱۹      | پ.ن. ه وندنبرگ      | ۵۳۰ کیلومتر     | ۴۳٫۰°              | ۴۷             |       | ۴۷         | موفق   |
| ۸۹    | Group 5-12  | ۱/۵ | ۲۳ ژوئن ۲۰۲۳، ۱۵:۳۵      | پ.ن. ه کیپ کاناورال | ۵۳۰ کیلومتر     | ۴۳٫۰°              | ۵۶             |       | ۵۶         | موفق   |
| ۹۰    | Group 5-13  | ۱/۵ | ۷ ژوئیه ۲۰۲۳، ۱۹:۲۹      | پ.ن. ه وندنبرگ      | ۵۳۰ کیلومتر     | ۴۳٫۰°              | ۴۸             |       | ۴۷         | موفق   |
| ۹۱    | Group 6-5   | 2.0 Mini | ۱۰ ژوئیه ۲۰۲۳، ۰۳:۵۸     | پ.ن. ه کیپ کاناورال | ۵۵۹ کیلومتر     | ۴۳٫۰°              | ۲۲             |       | ۲۲         | موفق   |
| ۹۲    | Group 5-15  | ۱/۵ | ۱۶ ژوئیه ۲۰۲۳، ۰۳:۵۰     | پ.ن. ه کیپ کاناورال | ۵۳۰ کیلومتر     | ۴۳٫۰°              | ۵۴             |       | ۵۴         | موفق   |
| ۹۳    | Group 6-15  | 2.0 Mini | ۱۹ ژوئیه ۲۰۲۳، ۰۴:۰۹     | پ.ن. ه وندنبرگ      | ۵۵۹ کیلومتر     | ۴۳٫۰°              | ۱۵             |       | ۱۵         | موفق   |
| ۹۴    | Group 6-6   | 2.0 Mini | ۲۴ ژوئیه ۲۰۲۳، ۰۰:۵۰     | پ.ن. ه کیپ کاناورال | ۵۵۹ کیلومتر     | ۴۳٫۰°              | ۲۲             |       | ۲۲         | موفق   |
| ۹۵    | Group 6-7   | 2.0 Mini | ۲۸ ژوئیه ۲۰۲۳، ۰۴:۰۱     | پ.ن. ه کیپ کاناورال | ۵۵۹ کیلومتر     | ۴۳٫۰°              | ۲۲             |       | ۲۰         | موفق   |
| ۹۶    | Group 6-8   | 2.0 Mini | ۷ اوت ۲۰۲۳، ۰۲:۴۱        | پ.ن. ه کیپ کاناورال | ۵۵۹ کیلومتر     | ۴۳٫۰°              | ۲۲             |       | ۲۲         | موفق   |
| ۹۷    | Group 6-20  | 2.0 Mini | ۸ اوت ۲۰۲۳، ۰۳:۵۷        | پ.ن. ه وندنبرگ      | ۵۵۹ کیلومتر     | ۴۳٫۰°              | ۱۵             |       | ۱          | موفق   |
| ۹۸    | Group 6-9   | 2.0 Mini | ۱۱ اوت ۲۰۲۳، ۰۵:۱۷       | پ.ن. ه کیپ کاناورال | ۵۲۵ کیلومتر     | ۴۳٫۰°              | ۲۲             |       | ۲۱         | موفق   |
| ۹۹    | Group 6-10  | 2.0 Mini | ۱۷ اوت ۲۰۲۳، ۰۳:۳۶       | پ.ن. ه کیپ کاناورال | ۵۵۹ کیلومتر     | ۴۳٫۰°              | ۲۲             |       | ۲۲         | موفق   |
| ۱۰۰   | Group 7-1   | 2.0 Mini | ۲۲ اوت ۲۰۲۳، ۰۹:۳۷       | پ.ن. ه وندنبرگ      | ۵۲۵ کیلومتر     | ۵۳٫۰۵°             | ۲۱             |       | ۲۱         | موفق   |
| ۱۰۰   | Group 7-1   | صدمین پرتاب دسته‌ای از ماهواره‌های استارلینک (به استثنای پرتاب تین‌تین آ و ب). |                          |                     |                 |                    |                |       |            |        |
| ۱۰۱   | Group 6-11  | 2.0 Mini | ۲۷ اوت ۲۰۲۳، ۰۱:۰۵       | پ.ن. ه کیپ کاناورال | ۵۵۹ کیلومتر     | ۴۳٫۰°              | ۲۲             |       | ۲۱         | موفق   |
| ۱۰۲   | Group 6-13  | 2.0 Mini | ۱ سپتامبر ۲۰۲۳، ۰۲:۲۱    | پ.ن. ه کیپ کاناورال | ۵۵۹ کیلومتر     | ۴۳٫۰°              | ۲۲             |       | ۲۲         | موفق   |
| ۱۰۳   | Group 6-12  | 2.0 Mini | ۴ سپتامبر ۲۰۲۳، ۰۲:۴۷    | م. ف کندی           | ۵۵۹ کیلومتر     | ۴۳٫۰°              | ۲۱             |       | ۲۱         | موفق   |
| ۱۰۴   | Group 6-14  | 2.0 Mini | ۹ سپتامبر ۲۰۲۳، ۰۳:۱۲    | پ.ن. ه کیپ کاناورال | ۵۵۹ کیلومتر     | ۴۳٫۰°              | ۲۲             |       | ۲۲         | موفق   |
| ۱۰۵   | Group 7-2   | 2.0 Mini | ۱۲ سپتامبر ۲۰۲۳، ۰۶:۵۷   | پ.ن. ه وندنبرگ      | ۵۲۵ کیلومتر     | ۵۳٫۰۵°             | ۲۱             |       | ۲۱         | موفق   |
| ۱۰۶   | Group 6-16  | 2.0 Mini | ۱۶ سپتامبر ۲۰۲۳، ۰۳:۳۸   | پ.ن. ه کیپ کاناورال | ۵۵۹ کیلومتر     | ۴۳٫۰°              | ۲۲             |       | ۲۲         | موفق   |
| ۱۰۷   | Group 6-17  | 2.0 Mini | ۲۰ سپتامبر ۲۰۲۳، ۰۳:۳۸   | پ.ن. ه کیپ کاناورال | ۵۵۹ کیلومتر     | ۴۳٫۰°              | ۲۲             |       | ۲۲         | موفق   |
| ۱۰۸   | Group 6-18  | 2.0 Mini | ۲۴ سپتامبر ۲۰۲۳، ۰۳:۳۸   | پ.ن. ه کیپ کاناورال | ۵۵۹ کیلومتر     | ۴۳٫۰°              | ۲۲             |       | ۲۱         | موفق   |
| ۱۰۹   | Group 7-3   | 2.0 Mini | ۲۵ سپتامبر ۲۰۲۳، ۰۸:۴۸   | پ.ن. ه وندنبرگ      | ۵۲۵ کیلومتر     | ۵۳٫۰۵°             | ۲۱             |       | ۲۱         | موفق   |
| ۱۱۰   | Group 6-19  | 2.0 Mini | ۳۰ سپتامبر ۲۰۲۳، ۰۲:۰۰   | پ.ن. ه کیپ کاناورال | ۵۵۹ کیلومتر     | ۴۳٫۰°              | ۲۲             |       | ۲۲         | موفق   |
| ۱۱۱   | Group 6-21  | 2.0 Mini | ۵ اوت۲۰۲۳، ۰۵:۳۶         | پ.ن. ه کیپ کاناورال | ۵۵۹ کیلومتر     | ۴۳٫۰°              | ۲۲             |       | ۲۲         | موفق   |
| ۱۱۲   | Group 7-4   | 2.0 Mini | ۹ اوت۲۰۲۳، ۰۷:۲۳         | پ.ن. ه وندنبرگ      | ۵۲۵ کیلومتر     | ۴۳٫۰°              | ۲۱             |       | ۲۱         | موفق   |
| ۱۱۳   | Group 6-22  | 2.0 Mini | ۱۳ اوت۲۰۲۳، ۲۳:۰۱        | پ.ن. ه کیپ کاناورال | ۵۵۹ کیلومتر     | ۴۳٫۰°              | ۲۲             |       | ۲۲         | موفق   |
| ۱۱۴   | Group 6-23  | 2.0 Mini | ۱۸ اوت۲۰۲۳، ۰۰:۲۹        | پ.ن. ه کیپ کاناورال | ۵۵۹ کیلومتر     | ۴۳٫۰°              | ۲۲             |       | ۲۲         | موفق   |
| ۱۱۵   | Group 7-5   | 2.0 Mini | ۲۱ اوت۲۰۲۳، ۰۸:۲۳        | پ.ن. ه وندنبرگ      | ۵۲۵ کیلومتر     | ۵۳٫۰۵°             | ۲۱             |       | ۲۱         | موفق   |
| ۱۱۶   | Group 6-24  | 2.0 Mini | ۲۲ اوت۲۰۲۳، ۰۲:۱۷        | پ.ن. ه کیپ کاناورال | ۵۵۹ کیلومتر     | ۴۳٫۰°              | ۲۳             |       | ۲۳         | موفق   |
| ۱۱۷   | Group 7-6   | 2.0 Mini | ۲۹ اوت۲۰۲۳، ۰۰:۰۰        | پ.ن. ه وندنبرگ      | ۵۲۵ کیلومتر     | ۵۳٫۰۵°             | ۲۲             |       | ۲۲         | موفق   |
| ۱۱۸   | Group 6-25  | 2.0 Mini | ۳۰ اوت۲۰۲۳، ۲۳:۲۰        | پ.ن. ه کیپ کاناورال | ۵۵۹ کیلومتر     | ۴۳٫۰°              | ۲۳             |       | ۲۳         | موفق   |
| ۱۱۹   | Group 6-26  | 2.0 Mini | ۴ نوامبر۲۰۲۳، ۰۰:۳۷      | پ.ن. ه کیپ کاناورال | ۵۵۹ کیلومتر     | ۴۳٫۰°              | ۲۳             |       | ۲۳         | موفق   |
| ۱۲۰   | Group 6-27  | 2.0 Mini | ۸ نوامبر۲۰۲۳، ۰۵:۰۵      | پ.ن. ه کیپ کاناورال | ۵۵۹ کیلومتر     | ۴۳٫۰°              | ۲۳             |       | ۲۳         | موفق   |
| ۱۲۱   | Group 6-28  | 2.0 Mini | ۱۸ نوامبر۲۰۲۳، ۰۵:۰۵     | پ.ن. ه کیپ کاناورال | ۵۵۹ کیلومتر     | ۴۳٫۰°              | ۲۳             |       | ۲۳         | موفق   |
| ۱۲۲   | Group 7-7   | 2.0 Mini | ۲۰ نوامبر۲۰۲۳، ۱۰:۳۰     | پ.ن. ه وندنبرگ      | ۵۲۵ کیلومتر     | ۵۳٫۰۵°             | ۲۲             |       | ۲۲         | موفق   |
| ۱۲۳   | Group 6-29  | 2.0 Mini | ۲۲ نوامبر۲۰۲۳، ۰۷:۴۷     | پ.ن. ه کیپ کاناورال | ۵۵۹ کیلومتر     | ۴۳٫۰°              | ۲۳             |       | ۲۳         | موفق   |
| ۱۲۴   | Group 6-30  | 2.0 Mini | ۲۸ نوامبر۲۰۲۳، ۰۴:۲۰     | پ.ن. ه کیپ کاناورال | ۵۵۹ کیلومتر     | ۴۳٫۰°              | ۲۳             |       | ۲۳         | موفق   |
| ۱۲۵   | Group 6-31  | 2.0 Mini | ۳ دسامبر۲۰۲۳، ۰۴:۰۰      | پ.ن. ه کیپ کاناورال | ۵۵۹ کیلومتر     | ۴۳٫۰°              | ۲۳             |       | ۲۳         | موفق   |
| ۱۲۶   | Group 6-33  | 2.0 Mini | ۷ دسامبر۲۰۲۳، ۰۵:۰۷      | پ.ن. ه کیپ کاناورال | ۵۵۹ کیلومتر     | ۴۳٫۰°              | ۲۳             |       | ۲۳         | موفق   |
| ۱۲۷   | Group 7-8   | 2.0 Mini | ۸ دسامبر۲۰۲۳، ۰۸:۰۳      | پ.ن. ه وندنبرگ      | ۵۲۵ کیلومتر     | ۵۳٫۰۵°             | ۲۲             |       | ۲۲         | موفق   |
| ۱۲۸   | Group 6-34  | 2.0 Mini | ۱۹ دسامبر۲۰۲۳، ۰۴:۰۴     | پ.ن. ه کیپ کاناورال | ۵۵۹ کیلومتر     | ۴۳٫۰°              | ۲۳             |       | ۲۳         | موفق   |
| ۱۲۹   | Group 6-32  | 2.0 Mini | ۲۳ دسامبر۲۰۲۳، ۰۴:۰۴     | پ.ن. ه کیپ کاناورال | ۵۵۹ کیلومتر     | ۴۳٫۰°              | ۲۳             |       | ۲۳         | موفق   |
| ۱۳۰   | Group 6-36  | 2.0 Mini | ۲۹ دسامبر۲۰۲۳، ۰۴:۰۴     | پ.ن. ه کیپ کاناورال | ۵۲۵ کیلومتر     | ۴۳٫۰°              | ۲۳             |       | ۲۳         | موفق   |
| ۱۳۱   | Group 7-9   | 2.0 Mini | ۰۳ ژانویه ۲۰۲۴، ۰۳:۴۴    | پ.ن. ه وندنبرگ      | ۵۲۵ کیلومتر     | ۵۳٫۰۵°             | ۲۱             | ۶     | ۲۱         | موفق   |
| ۱۳۱   | Group 7-9   | ۶ ماهواره در این مأموریت دارای قابلیت Direct to Cell (سیستم ارتباط ماهواره‌ای برای گوشی‌های معمولی) هستند. |                          |                     |                 |                    |                |       |            |        |
| ۱۳۲   | Group 6-35  | 2.0 Mini | ۷ ژانویه ۲۰۲۴، ۲۲:۳۵     | پ.ن. ه کیپ کاناورال | ۵۵۹ کیلومتر     | ۴۳٫۰°              | ۲۳             |       | ۲۳         | موفق   |
| ۱۳۳   | Group 7-10  | 2.0 Mini | ۱۴ ژانویه ۲۰۲۴، ۰۸:۵۹    | پ.ن. ه وندنبرگ      | ۵۲۵ کیلومتر     | ۴۳٫۰°              | ۲۲             |       | ۲۲         | موفق   |
| ۱۳۴   | Group 6-37  | 2.0 Mini | ۱۵ ژانویه ۲۰۲۴، ۰۱:۵۲    | پ.ن. ه کیپ کاناورال | ۵۵۹ کیلومتر     | ۴۳٫۰°              | ۲۳             |       | ۲۳         | موفق   |
| ۱۳۵   | Group 7-11  | 2.0 Mini | ۲۴ ژانویه ۲۰۲۴، ۰۰:۳۵    | پ.ن. ه کیپ کاناورال | ۵۲۵ کیلومتر     | ۴۳٫۰°              | ۲۲             |       | ۲۲         | موفق   |
| ۱۳۶   | Group 6-38  | 2.0 Mini | ۲۹ ژانویه ۲۰۲۴، ۰۱:۱۰    | پ.ن. ه کیپ کاناورال | ۵۵۹ کیلومتر     | ۴۳٫۰°              | ۲۳             |       | ۲۳         | موفق   |
| ۱۳۷   | Group 7-12  | 2.0 Mini | ۲۹ ژانویه ۲۰۲۴، ۰۵:۰۲    | پ.ن. ه وندنبرگ      | ۵۲۵ کیلومتر     | ۵۳٫۰۵°             | ۲۲             |       | ۲۲         | موفق   |
| ۱۳۸   | Group 7-13  | 2.0 Mini | ۱۰ فوریه ۲۰۲۴، ۰۰:۳۴     | پ.ن. ه وندنبرگ      | ۵۲۵ کیلومتر     | ۵۳٫۰۵°             | ۲۲             |       | ۲۲         | موفق   |
| ۱۳۹   | Group 7-14  | 2.0 Mini | ۱۵ فوریه ۲۰۲۴، ۲۱:۳۴     | پ.ن. ه وندنبرگ      | ۵۲۵ کیلومتر     | ۵۳٫۰۵°             | ۲۲             |       | ۲۲         | موفق   |
| ۱۴۰   | Group 7-15  | 2.0 Mini | ۲۳ فوریه ۲۰۲۴، ۰۴:۱۱     | پ.ن. ه وندنبرگ      | ۵۲۵ کیلومتر     | ۵۳٫۰۵°             | ۲۲             |       | ۲۲         | موفق   |
| ۱۴۱   | Group 6-39  | 2.0 Mini | ۲۵ فوریه ۲۰۲۴، ۲۲:۰۶     | پ.ن. ه کیپ کاناورال | ۵۵۹ کیلومتر     | ۴۳٫۰°              | ۲۴             |       | ۲۴         | موفق   |
| ۱۴۲   | Group 6-40  | 2.0 Mini | ۲۹ فوریه ۲۰۲۴، ۱۵:۳۰     | پ.ن. ه کیپ کاناورال | ۵۵۹ کیلومتر     | ۴۳٫۰°              | ۲۳             |       | ۲۲         | موفق   |
| ۱۴۳   | Group 6-41  | 2.0 Mini | ۳ مارس ۲۰۲۴، ۲۳:۵۴       | پ.ن. ه کیپ کاناورال | ۵۵۹ کیلومتر     | ۴۳٫۰°              | ۲۳             |       | ۲۳         | موفق   |
| ۱۴۴   | Group 6-43  | 2.0 Mini | ۱۱ مارس ۲۰۲۴، ۰۰:۰۳      | پ.ن. ه کیپ کاناورال | ۵۵۹ کیلومتر     | ۴۳٫۰°              | ۲۳             |       | ۲۳         | موفق   |
| ۱۴۵   | Group 7-17  | 2.0 Mini | ۱۱ مارس ۲۰۲۴، ۰۴:۰       | پ.ن. ه وندنبرگ      | ۵۲۵ کیلومتر     | ۵۳٫۰۵°             | ۲۳             |       | ۲۳         | موفق   |
| ۱۴۶   | Group 6-44  | 2.0 Mini | ۱۶ مارس ۲۰۲۴، ۰۰:۲۱      | م. ف کندی           | ۵۵۹ کیلومتر     | ۴۳٫۰°              | ۲۳             |       | ۲۳         | موفق   |
| ۱۴۷   | Group 7-16  | 2.0 Mini | ۱۹ مارس ۲۰۲۴، ۰۲:۲۸      | پ.ن. ه وندنبرگ      | ۵۲۵ کیلومتر     | ۵۳٫۰۵°             | ۲۰             |       | ۲۰         | موفق   |
| ۱۴۸   | Group 7-۴۲  | 2.0 Mini | ۲۴ مارس ۲۰۲۴، ۰۳:۰۹      | پ.ن. ه کیپ کاناورال | ۵۵۹ کیلومتر     | ۴۳٫۰°              | ۲۳             |       | ۲۳         | موفق   |
| ۱۴۹   | Group 6-46  | 2.0 Mini | ۲۵ مارس ۲۰۲۴، ۲۳:۴۲      | پ.ن. ه کیپ کاناورال | ۵۵۹ کیلومتر     | ۴۳٫۰°              | ۲۳             |       | ۲۳         | موفق   |
| ۱۵۰   | Group 6-45  | 2.0 Mini | ۳۱ مارس ۲۰۲۴، ۰۱:۳۰      | پ.ن. ه کیپ کاناورال | ۵۵۹ کیلومتر     | ۴۳٫۰°              | ۲۳             |       | ۲۳         | موفق   |
| ۱۵۱   | Group 6-18  | 2.0 Mini | ۲ آوریل ۲۰۲۴، ۰۲:۳۰      | پ.ن. ه وندنبرگ      | ۵۲۵ کیلومتر     | ۵۳٫۰۵°             | ۲۲             |       | ۲۲         | موفق   |
| ۱۵۲   | Group 6-47  | 2.0 Mini | ۵ آوریل ۲۰۲۴، ۰۹:۱۲      | پ.ن. ه کیپ کاناورال | ۵۵۹ کیلومتر     | ۴۳٫۰°              | ۲۳             |       | ۲۳         | موفق   |
| ۱۵۳   | Group 8-1   | 2.0 Mini | ۷ آوریل ۲۰۲۴، ۰۲:۲۵      | پ.ن. ه وندنبرگ      | ۵۳۵ کیلومتر     | ۵۳°                | ۲۱             | ۶     | ۲۱         | موفق   |
| ۱۵۴   | Group 6-48  | 2.0 Mini | ۱۰ آوریل ۲۰۲۴، ۰۴:۴۰     | پ.ن. ه کیپ کاناورال | ۵۵۹ کیلومتر     | ۴۳٫۰°              | ۲۳             |       | ۲۳         | موفق   |
| ۱۵۵   | Group 6-49  | 2.0 Mini | ۱۳ آوریل ۲۰۲۴، ۰۱:۴۰     | م. ف کندی           | ۵۵۹ کیلومتر     | ۴۳٫۰°              | ۲۳             |       | ۲۳         | موفق   |
| ۱۵۶   | Group 6-51  | 2.0 Mini | ۱۷ آوریل ۲۰۲۴، ۲۱:۲۴     | م. ف کندی           | ۵۵۹ کیلومتر     | ۴۳٫۰°              | ۲۳             |       | ۲۳         | موفق   |
| ۱۵۷   | Group 6-52  | 2.0 Mini | ۱۸ آوریل ۲۰۲۴، ۲۲:۴۰     | پ.ن. ه کیپ کاناورال | ۵۵۹ کیلومتر     | ۴۳٫۰°              | ۲۳             |       | ۲۳         | موفق   |
| ۱۵۸   | Group 6-53  | 2.0 Mini | ۲۳ آوریل ۲۰۲۴، ۲۲:۱۷     | پ.ن. ه کیپ کاناورال | ۵۵۹ کیلومتر     | ۴۳٫۰°              | ۲۳             |       | ۲۳         | موفق   |
| ۱۵۹   | Group 6-54  | 2.0 Mini | ۲۸ آوریل ۲۰۲۴، ۲۱:۵۰     | پ.ن. ه کیپ کاناورال | ۵۵۹ کیلومتر     | ۴۳٫۰°              | ۲۳             |       | ۲۳         | موفق   |
| ۱۶۰   | Group 6-55  | 2.0 Mini | ۳ می ۲۰۲۴، ۰۱:۴۹         | پ.ن. ه کیپ کاناورال | ۵۵۹ کیلومتر     | ۴۳٫۰°              | ۲۳             |       | ۲۳         | موفق   |
| ۱۶۱   | Group 6-57  | 2.0 Mini | ۶ می ۲۰۲۴، ۱۸:۱۴         | پ.ن. ه کیپ کاناورال | ۵۵۹ کیلومتر     | ۴۳٫۰°              | ۲۳             |       | ۲۳         | موفق   |
| ۱۶۲   | Group 6-56  | 2.0 Mini | ۸ می ۲۰۲۴، ۱۸:۴۲         | م. ف کندی           | ۵۵۹ کیلومتر     | ۴۳٫۰°              | ۲۳             |       | ۲۳         | موفق   |
| ۱۶۳   | Group 8-2   | 2.0 Mini | ۱۰ می ۲۰۲۴، ۰۳:۲۰        | پ.ن. ه وندنبرگ      | ۵۳۵ کیلومتر     | ۵۳°                | ۲۰             | ۱۳    | ۲۰         | موفق   |
| ۱۶۴   | Group 6-58  | 2.0 Mini | ۱۳ می ۲۰۲۴، ۰۰:۵۳        | پ.ن. ه کیپ کاناورال | ۵۵۹ کیلومتر     | ۴۳٫۰°              | ۲۳             |       | ۲۳         | موفق   |
| ۱۶۵   | Group 8-7   | 2.0 Mini | ۱۴ می ۲۰۲۴، ۱۸:۳۹        | پ.ن. ه وندنبرگ      | ۵۳۵ کیلومتر     | ۵۳°                | ۲۰             | ۱۳    | ۲۰         | موفق   |
| ۱۶۶   | Group 6-59  | 2.0 Mini | ۱۸ می ۲۰۲۴، ۰۰:۳۲        | م. ف کندی           | ۵۵۹ کیلومتر     | ۴۳٫۰°              | ۲۳             |       | ۲۳         | موفق   |
| ۱۶۷   | Group 6-62  | 2.0 Mini | ۱۱ مه ۲۰۲۴، ۰۲:۳۳        | پ.ن. ه کیپ کاناورال | ۵۵۹ کیلومتر     | ۴۳٫۰°              | ۲۳             |       | ۲۳         | موفق   |
| ۱۶۸   | Group 6-63  | 2.0 Mini | ۲۴ مه ۲۰۲۴، ۰۲:۴۵        | م. ف کندی           | ۵۵۹ کیلومتر     | ۴۳٫۰°              | ۲۳             |       | ۲۳         | موفق   |
| ۱۶۹   | Group 6-60  | 2.0 Mini | ۲۸ مه ۲۰۲۴، ۱۴:۲۴        | پ.ن. ه کیپ کاناورال | ۵۵۹ کیلومتر     | ۴۳٫۰°              | ۲۳             |       | ۲۳         | موفق   |
| ۱۷۰   | Group 6-64  | 2.0 Mini | ۱ ژوئن ۲۰۲۴، ۰۲:۳۷       | پ.ن. ه کیپ کاناورال | ۵۵۹ کیلومتر     | ۴۳٫۰°              | ۲۳             |       | ۲۳         | موفق   |
| ۱۷۱   | Group 8-5   | 2.0 Mini | ۵ ژوئن ۲۰۲۴، ۰۲:۱۶       | پ.ن. ه کیپ کاناورال | ۵۳۵ کیلومتر     | ۵۳٫۰°              | ۲۰             | ۱۳    | ۲۰         | موفق   |
| ۱۷۲   | Group 10-1  | 2.0 Mini | ۸ ژوئن ۲۰۲۴، ۰۱:۵۶       | پ.ن. ه کیپ کاناورال | ۲۷۹ کیلومتر     | ۵۳٫۱۶°             | ۲۲             |       | ۲۲         | موفق   |
| ۱۷۳   | Group 8-8   | 2.0 Mini | ۱۹ ژوئن ۲۰۲۴، ۱۲:۵۸      | پ.ن. ه وندنبرگ      | ۵۳۵ کیلومتر     | ۵۳٫۰°              | ۲۰             | ۱۳    | ۲۰         | موفق   |
| ۱۷۴   | Group 9-1   | 2.0 Mini | ۱۱ ژوئن ۲۰۲۴، ۰۳:۴۰      | پ.ن. ه وندنبرگ      | ۵۳۵ کیلومتر     | ۵۳٫۰°              | ۲۰             | ۱۳    | ۲۰         | موفق   |
| ۱۷۵   | Group 10-2  | 2.0 Mini | ۲۴ ژوئن ۲۰۲۴، ۱۷:۱۵      | پ.ن. ه کیپ کاناورال | ۲۷۹ کیلومتر     | ۵۳٫۱۶°             | ۲۲             |       | ۲۲         | موفق   |
| ۱۷۶   | Group 9-2   | 2.0 Mini | ۲۷ ژوئن ۲۰۲۴، ۰۳:۴۷      | پ.ن. ه وندنبرگ      | ۵۳۵ کیلومتر     | ۵۳٫۰°              | ۲۰             | ۱۳    | ۲۰         | موفق   |
| ۱۷۷   | Group 10-3  | 2.0 Mini | ۳ ژوئن ۲۰۲۴، ۱۱:۱۴       | پ.ن. ه کیپ کاناورال | ۲۷۹ کیلومتر     | ۵۳٫۱۶°             | ۲۳             |       | ۲۳         | موفق   |
| ۱۷۸   | Group 8-9   | 2.0 Mini | ۱۲ ژوئیه ۲۰۲۴، ۰۸:۵۵     | پ.ن. ه کیپ کاناورال | ۵۳۵ کیلومتر     | ۵۳٫۰°              | ۲۰             | ۱۳    | ۲۰         | موفق   |
| ۱۷۹   | Group 9-3   | 2.0 Mini | ۱۲ ژوئیه ۲۰۲۴، ۰۲:۳۹     | پ.ن. ه وندنبرگ      | ۵۳۵ کیلومتر     | ۵۳٫۰°              | ۲۰             | ۱۳    | ۰          | ناموفق |
| ۱۷۹   | Group 9-3   | پرتاب با شکست مواجه شد. نشت اکسیژن مایع حین پرتاب باعث شد مرحله بالایی در طی احتراق دوم از کار بیفتد. ماهواره‌ها در مدار غیرقابل استفاده بسیار پایینی رها شدند و به خاطر اصطکاک ایجاد شده به‌دلیل برخورد با جو زمین از بین رفتند. |                          |                     |                 |                    |                |       |            |        |
| ۱۸۰   | Group 10-9  | 2.0 Mini | ۲۷ ژوئیه ۲۰۲۴، ۰۵:۴۵     | م. ف کندی           | ۲۷۹ کیلومتر     | ۵۳٫۱۶°             | ۲۳             |       | ۲۳         | موفق   |
| ۱۸۱   | Group 10-4  | 2.0 Mini | ۲۸ ژوئیه ۲۰۲۴، ۰۴:۱۷     | پ.ن. ه کیپ کاناورال | ۲۷۹ کیلومتر     | ۵۳٫۱۶°             | ۲۳             |       | ۲۳         | موفق   |
| ۱۸۲   | Group 9-4   | 2.0 Mini | ۲۸ ژوئیه ۲۰۲۴، ۰۷:۲۴     | پ.ن. ه وندنبرگ      | ۵۳۵ کیلومتر     | ۵۳٫۰°              | ۲۱             | ۱۳    | ۲۱         | موفق   |
| ۱۸۳   | Group 10-6  | 2.0 Mini | ۲ اوت ۲۰۲۴، ۰۵:۰۱        | م. ف کندی           | ۲۷۹ کیلومتر     | ۵۳٫۱۶°             | ۲۳             |       | ۲۳         | موفق   |
| ۱۸۴   | Group 11-1  | 2.0 Mini | ۴ اوت ۲۰۲۴، ۰۷:۲۴        | پ.ن. ه وندنبرگ      | ۵۳۵ کیلومتر     | ۵۳٫۰°              | ۲۳             |       | ۲۳         | موفق   |
| ۱۸۵   | Group 8-3   | 2.0 Mini | ۲ اوت ۲۰۲۴، ۰۷:۲۴        | پ.ن. ه کیپ کاناورال | ۵۳۵ کیلومتر     | ۵۳٫۰°              | ۲۱             | ۱۳    | ۲۱         | موفق   |
| ۱۸۶   | Group 10-7  | 2.0 Mini | ۱۲ اوت ۲۰۲۴، ۱۰:۳۷       | م. ف کندی           | ۲۷۹ کیلومتر     | ۵۳٫۱۶°             | ۲۳             |       | ۲۳         | موفق   |
| ۱۸۷   | Group 10-5  | 2.0 Mini | ۲۰ اوت ۲۰۲۴، ۱۳:۲۰       | پ.ن. ه کیپ کاناورال | ۲۷۹ کیلومتر     | ۵۳٫۱۶°             | ۲۲             |       | ۲۲         | موفق   |
| ۱۸۸   | Group 8-6   | 2.0 Mini | ۲۸ اوت ۲۰۲۴، ۰۶:۵۴       | پ.ن. ه کیپ کاناورال | ۵۳۵ کیلومتر     | ۵۳٫۰°              | ۲۱             | ۱۳    | ۲۱         | موفق   |
| ۱۸۹   | Group 8-10  | 2.0 Mini | ۳۱ اوت ۲۰۲۴، ۰۷:۴۳       | پ.ن. ه کیپ کاناورال | ۵۳۵ کیلومتر     | ۵۳٫۰°              | ۲۱             | ۱۳    | ۲۱         | موفق   |
| ۱۹۰   | Group 9-5   | 2.0 Mini | ۳۱ اوت ۲۰۲۴، ۰۸:۴۸       | پ.ن. ه وندنبرگ      | ۵۳۵ کیلومتر     | ۵۳٫۰°              | ۲۱             | ۱۳    | ۲۱         | موفق   |
| ۱۹۱   | Group 8-11  | 2.0 Mini | ۵ سپتامبر ۲۰۲۴، ۱۵:۳۳    | پ.ن. ه کیپ کاناورال | ۵۳۵ کیلومتر     | ۵۳٫۰°              | ۲۱             | ۱۳    | ۲۱         | موفق   |
| ۱۹۲   | Group 9-6   | 2.0 Mini | ۱۳ سپتامبر ۲۰۲۴، ۰۱:۴۵   | پ.ن. ه وندنبرگ      | ۵۳۵ کیلومتر     | ۵۳٫۰°              | ۲۱             | ۱۳    | ۲۱         | موفق   |
| ۱۹۳   | Group 9-17  | 2.0 Mini | ۲۰ سپتامبر ۲۰۲۴، ۱۳:۵۰   | پ.ن. ه وندنبرگ      | ۵۳۵ کیلومتر     | ۵۳٫۰°              | ۲۰             | ۱۳    | ۲۰         | موفق   |
| ۱۹۴   | Group 9-8   | 2.0 Mini | ۲۵ سپتامبر ۲۰۲۴، ۰۴:۰۱   | پ.ن. ه وندنبرگ      | ۵۳۵ کیلومتر     | ۵۳٫۰°              | ۲۰             | ۱۳    | ۲۰         | موفق   |
| ۱۹۵   | Group 10-10 | 2.0 Mini | ۱۵ اکتبر ۲۰۲۴، ۰۶:۱۰     | پ.ن. ه کیپ کاناورال | ۲۷۹ کیلومتر     | ۵۳٫۱۶°             | ۲۰             |       | ۲۰         | موفق   |
| ۱۹۶   | Group 9-7   | 2.0 Mini | ۱۵ اکتبر ۲۰۲۴، ۰۸:۲۱     | پ.ن. ه وندنبرگ      | ۵۳۵ کیلومتر     | ۵۳٫۰°              | ۲۰             | ۱۳    | ۲۰         | موفق   |
| ۱۹۷   | Group 8-19  | 2.0 Mini | ۱۸ اکتبر ۲۰۲۴، ۲۳:۳۱     | پ.ن. ه کیپ کاناورال | ۵۳۵ کیلومتر     | ۵۳٫۰°              | ۲۰             | ۱۳    | ۲۰         | موفق   |
| ۱۹۸   | Group 6-61  | 2.0 Mini | ۲۳ اکتبر ۲۰۲۴، ۲۱:۴۷     | پ.ن. ه کیپ کاناورال | ۵۵۹ کیلومتر     | ۴۳٫۰°              | ۲۳             |       | ۲۳         | موفق   |
| ۱۹۹   | Group 10-8  | 2.0 Mini | ۲۶ اکتبر ۲۰۲۴، ۲۱:۴۷     | پ.ن. ه وندنبرگ      | ۲۷۹ کیلومتر     | ۵۳٫۱۶°             | ۲۲             |       | ۲۲         | موفق   |
| ۲۰۰   | Group 9-9   | 2.0 Mini | ۳۰ اکتبر ۲۰۲۴، ۱۲:۰۷     | پ.ن. ه وندنبرگ      | ۵۳۵ کیلومتر     | ۵۳٫۰°              | ۲۰             | ۱۳    | ۲۰         | موفق   |
| ۲۰۰   | Group 9-9   | دویستمین پرتاب ماموریت‌های اختصاصی استارلینک. |                          |                     |                 |                    |                |       |            |        |
| ۲۰۱   | Group 10-13 | 2.0 Mini | ۳۰ اکتبر ۲۰۲۴، ۲۱:۱۰     | پ.ن. ه کیپ کاناورال | ۲۷۹ کیلومتر     | ۵۳٫۱۶°             | ۲۳             |       | ۲۳         | موفق   |
| ۲۰۲   | Group 6-77  | 2.0 Mini | ۷ نوامبر ۲۰۲۴، ۲۰:۱۹     | پ.ن. ه کیپ کاناورال | ۵۵۹ کیلومتر     | ۴۳٫۰°              | ۲۳             |       | ۲۳         | موفق   |
| ۲۰۳   | Group 9-10  | 2.0 Mini | ۹ نوامبر ۲۰۲۴، ۰۶:۱۴     | پ.ن. ه وندنبرگ      | ۵۳۵ کیلومتر     | ۵۳٫۰°              | ۲۰             | ۱۳    | ۲۰         | موفق   |
| ۲۰۴   | Group 6-69  | 2.0 Mini | ۱۱ نوامبر ۲۰۲۴، ۲۱:۲۸    | پ.ن. ه کیپ کاناورال | ۵۵۹ کیلومتر     | ۴۳٫۰°              | ۲۴             |       | ۲۴         | موفق   |
| ۲۰۵   | Group 9-11  | 2.0 Mini | ۱۴ نوامبر ۲۰۲۴، ۰۵:۲۳    | پ.ن. ه وندنبرگ      | ۵۳۵ کیلومتر     | ۵۳٫۰°              | ۲۰             | ۱۳    | ۲۰         | موفق   |
| ۲۰۶   | Group 6-68  | 2.0 Mini | ۱۴ نوامبر ۲۰۲۴، ۱۳:۲۱    | پ.ن. ه کیپ کاناورال | ۵۵۹ کیلومتر     | ۴۳٫۰°              | ۲۴             |       | ۲۴         | موفق   |
| ۲۰۷   | Group 9-12  | 2.0 Mini | ۱۸ نوامبر ۲۰۲۴، ۰۵:۵۳    | پ.ن. ه وندنبرگ      | ۵۳۵ کیلومتر     | ۵۳٫۰°              | ۲۰             | ۱۳    | ۲۰         | موفق   |
| ۲۰۸   | Group 6-66  | 2.0 Mini | ۲۱ نوامبر ۲۰۲۴، ۱۶:۰۷    | پ.ن. ه کیپ کاناورال | ۵۵۹ کیلومتر     | ۴۳٫۰°              | ۲۴             |       | ۲۴         | موفق   |
| ۲۰۹   | Group 9-13  | 2.0 Mini | ۲۴ نوامبر ۲۰۲۴، ۰۵:۲۵    | پ.ن. ه وندنبرگ      | ۵۳۵ کیلومتر     | ۵۳٫۰°              | ۲۰             | ۱۳    | ۲۰         | موفق   |
| ۲۱۰   | Group 12-1  | 2.0 Mini | ۲۵ نوامبر ۲۰۲۴، ۱۰:۰۲    | پ.ن. ه کیپ کاناورال | ۵۵۹ کیلومتر     | ۴۳٫۰°              | ۲۳             | ۱۲    | ۲۳         | موفق   |
| ۲۱۱   | Group 6-76  | 2.0 Mini | ۲۷ نوامبر ۲۰۲۴، ۰۴:۴۱    | م. ف کندی           | ۵۵۹ کیلومتر     | ۴۳٫۰°              | ۲۴             |       | ۲۴         | موفق   |
| ۲۱۲   | Group 6-65  | 2.0 Mini | ۳۰ نوامبر ۲۰۲۴، ۰۵:۰۰    | پ.ن. ه کیپ کاناورال | ۵۵۹ کیلومتر     | ۴۳٫۰°              | ۲۴             |       | ۲۴         | موفق   |
| ۲۱۳   | Group N-01  | 2.0 Mini | ۳۰ نوامبر ۲۰۲۴، ۰۸:۱۰    | پ.ن. ه وندنبرگ      | ۵۷۰ کیلومتر     | ۷۰٫۰°              | ۲۰             |       | ۲۰         | موفق   |
| ۲۱۳   | Group N-01  | ۲۰ ماهواره استارلینک به‌همراه دو استارشیلد از مأموریت NROL-126 پرتاب شدند. |                          |                     |                 |                    |                |       |            |        |
| ۲۱۴   | Group 6-70  | 2.0 Mini | ۴ دسامبر ۲۰۲۴، ۱۰:۱۳     | پ.ن. ه کیپ کاناورال | ۵۵۹ کیلومتر     | ۴۳٫۰°              | ۲۴             |       | ۲۴         | موفق   |
| ۲۱۵   | Group 9-14  | 2.0 Mini | ۵ دسامبر ۲۰۲۴، ۰۳:۰۵     | پ.ن. ه وندنبرگ      | ۵۳۵ کیلومتر     | ۵۳٫۰°              | ۲۰             | ۱۳    | ۲۰         | موفق   |
| ۲۱۶   | Group 12-5  | 2.0 Mini | ۸ دسامبر ۲۰۲۴، ۰۵:۱۲     | پ.ن. ه کیپ کاناورال | ۵۵۹ کیلومتر     | ۴۳٫۰°              | ۲۳             | ۱۳    | ۲۳         | موفق   |
| ۲۱۷   | Group 11-2  | 2.0 Mini | ۱۳ دسامبر ۲۰۲۴، ۲۱:۵۵    | پ.ن. ه کیپ کاناورال | ۵۳۵ کیلومتر     | ۵۳٫۰°              | ۲۲             | ۱۳    | ۲۲         | موفق   |
| ۲۱۸   | Group 12-2  | 2.0 Mini | ۲۳ دسامبر ۲۰۲۴، ۰۵:۳۵    | م. ف کندی           | ۵۵۹ کیلومتر     | ۴۳٫۰°              | ۲۱             | ۱۳    | ۲۱         | موفق   |
| ۲۱۹   | Group 11-3  | 2.0 Mini | ۲۹ دسامبر ۲۰۲۴، ۰۱:۵۸    | پ.ن. ه کیپ کاناورال | ۵۳۵ کیلومتر     | ۵۳٫۰°              | ۲۲             |       | ۲۲         | موفق   |
| ۲۲۰   | Group 12-6  | 2.0 Mini | ۳۱ دسامبر ۲۰۲۴، ۰۵:۳۹    | م. ف کندی           | ۵۵۹ کیلومتر     | ۴۳٫۰°              | ۲۱             | ۱۳    | ۲۱         | موفق   |
| ۲۲۱   | Group 6-71  | 2.0 Mini | ۶ ژانویه ۲۰۲۵، ۲۰:۴۳     | م. ف کندی           | ۵۵۹ کیلومتر     | ۴۳٫۰°              | ۲۱             |       | ۲۱         | موفق   |
| ۲۲۲   | Group 12-11 | 2.0 Mini | ۸ ژانویه ۲۰۲۵، ۱۵:۲۷     | پ.ن. ه کیپ کاناورال | ۵۵۹ کیلومتر     | ۴۳٫۰°              | ۲۱             | ۱۳    | ۲۱         | موفق   |
| ۲۲۳   | Group 12-12 | 2.0 Mini | ۱۰ ژانویه ۲۰۲۵، ۱۹:۱۱    | پ.ن. ه کیپ کاناورال | ۵۵۹ کیلومتر     | ۴۳٫۰°              | ۲۱             | ۱۳    | ۲۱         | موفق   |
| ۲۲۴   | Group 12-4  | 2.0 Mini | ۱۳ ژانویه ۲۰۲۵، ۱۶:۴۷    | م. ف کندی           | ۵۵۹ کیلومتر     | ۴۳٫۰°              | ۲۱             | ۱۳    | ۲۱         | موفق   |
| ۲۲۵   | Group 13-1  | 2.0 Mini | ۲۱ ژانویه ۲۰۲۵، ۰۵:۲۴    | م. ف کندی           | ۵۵۹ کیلومتر     | ۴۳٫۰°              | ۲۱             |       | ۲۱         | موفق   |
| ۲۲۶   | Group 11-8  | 2.0 Mini | ۲۱ ژانویه ۲۰۲۵، ۱۵:۴۵    | پ.ن. ه وندنبرگ      | ۵۳۵کیلومتر      | ۵۳٫۰°              | ۲۷             |       | ۲۷         | موفق   |
| ۲۲۷   | Group 11-6  | 2.0 Mini | ۲۴ ژانویه ۲۰۲۵، ۱۴:۰۷    | پ.ن. ه وندنبرگ      | ۵۳۵کیلومتر      | ۵۳٫۰°              | ۲۳             |       | ۲۳         | موفق   |
| ۲۲۸   | Group 12-7  | 2.0 Mini | ۲۷ ژانویه ۲۰۲۵، ۲۲:۰۵    | پ.ن. ه کیپ کاناورال | ۵۵۹ کیلومتر     | ۴۳٫۰°              | ۲۱             | ۱۳    | ۲۱         | موفق   |
| ۲۲۹   | Group 11-4  | 2.0 Mini | ۲ فوریه ۲۰۲۵، ۲۳:۰۲      | پ.ن. ه وندنبرگ      | ۵۳۵کیلومتر      | ۵۳٫۰°              | ۲۲             |       | ۲۲         | موفق   |
| ۲۳۰   | Group 12-3  | 2.0 Mini | ۴ فوریه ۲۰۲۵، ۱۰:۱۵      | پ.ن. ه کیپ کاناورال | ۵۳۵کیلومتر      | ۴۳٫۰°              | ۲۲             | ۱۳    | ۲۱         | موفق   |
| ۲۳۱   | Group 12-9  | 2.0 Mini | ۸ فوریه ۲۰۲۵، ۱۹:۱۸      | پ.ن. ه کیپ کاناورال | ۵۵۹ کیلومتر     | ۴۳٫۰°              | ۲۱             | ۱۳    | ۲۱         | موفق   |
| ۲۳۲   | Group 11-10 | 2.0 Mini | ۱۱ فوریه ۲۰۲۵، ۰۲:۰۹     | پ.ن. ه وندنبرگ      | ۵۳۵کیلومتر      | ۵۳٫۰°              | ۲۳             |       | ۲۳         | موفق   |
| ۲۳۳   | Group 12-18 | 2.0 Mini | ۱۱ فوریه ۲۰۲۵، ۱۸:۵۳     | پ.ن. ه کیپ کاناورال | ۵۵۹ کیلومتر     | ۴۳٫۰°              | ۲۱             | ۱۳    | ۲۱         | موفق   |
| ۲۳۴   | Group 12-8  | 2.0 Mini | ۱۵ فوریه ۲۰۲۵، ۰۶:۱۴     | پ.ن. ه کیپ کاناورال | ۵۳۵کیلومتر      | ۴۳٫۰°              | ۲۱             | ۱۳    | ۲۱         | موفق   |
| ۲۳۵   | Group 10-12 | 2.0 Mini | ۱۸ فوریه ۲۰۲۵، ۲۳:۲۱     | پ.ن. ه کیپ کاناورال | ۲۷۹کیلومتر      | ۵۳٫۱۶°             | ۲۳             |       | ۲۳         | موفق   |
| ۲۳۶   | Group 12-14 | 2.0 Mini | ۲۱ فوریه ۲۰۲۵، ۱۵:۱۹     | پ.ن. ه کیپ کاناورال | ۵۵۹ کیلومتر     | ۴۳٫۰°              | ۲۳             | ۱۳    | ۲۳         | موفق   |
| ۲۳۷   | Group 15-1  | 2.0 Mini | ۲۳ فوریه ۲۰۲۵، ۰۱:۳۸     | پ.ن. ه وندنبرگ      | ۵۳۵کیلومتر      | ۵۳٫۰°              | ۲۲             |       | ۲۲         | موفق   |
| ۲۳۸   | Group 12-13 | 2.0 Mini | ۲۷ فوریه ۲۰۲۵، ۰۳:۳۴     | پ.ن. ه کیپ کاناورال | ۵۵۹ کیلومتر     | ۴۳٫۰°              | ۲۱             | ۱۳    | ۲۱         | موفق   |

تا ۲۷ فوریه ۲۰۲۵:
مجموع ماهواره‌های پرتاب‌شده: ۸٬۰۲۹
مجموع ماهواره‌های از کار افتاده: ۹۸۷
مجموع ماهواره‌های در حال گردش در مدار: ۷٬۰۸۶
مجموع ماهواره‌های در حال کار در مدار: ۷٬۰۵۲
مجموع ماهواره‌های در حال سرویس‌دهی: ۶٬۳۴۰